# ナリオ
ナリオは、日本の映画監督、映像制作チーム『東京想舎』ディレクター。東京都出身。

## 来歴
東京都杉並区で生まれ、幼少期を静岡県浜松市で過ごす。地元の高校に進学するも、入学式当日に退学届を提出し翌日に中途退学。15歳で単身上京し、アルバイトをしながら一人暮らしを始める。
1992年より劇団ブリキの自発団で役者としての経験を積んだのち、自身が主演、監督、脚本、編集を務める自主映画『Ｎ.』を初製作。
その後もパンクロックを中心としたMVやDVD作品を数多く手掛ける一方、映画、テレビ番組、ビデオシネマ、CMなどでも幅広く演出の才を振るう。また、ミュージックビデオにおいても、短編映画のようなストーリーを重視した演出に定評がある。

## 人物
上京理由は、大好きなTHE BLUE HEARTSのライヴを観るためであった。
JICC出版局(現 宝島社)発行の雑誌『バンドやろうぜ』の第一回オシャレ大賞を受賞。DJとしてライヴハウスやクラブイベントなどに出演することもある。レコード収集の趣味を持ち、DJの際もほぼアナログレコードを使用している。
演劇ぶっく社発行の映画雑誌『Pict-up』で連載を持ち、片桐はいり、アレックス・コックス、南部虎弾(電撃ネットワーク)、イトウフミオ、石井聰亙(現 石井岳龍)、浅野忠信、三上博史、等と対談。
役者時代に出演したピンク映画『エクスタシードライバー』で田中要次と共演。その後『東京花火』で、監督と役者として再会を果たす。
甲本ヒロト、外山恒一、三代目魚武濱成夫の3人から強く影響を受けている。
2018年より新宿のArtBarOiRANのプロデューサーに就任。様々な企画やイベントなどを立ち上げる。

## 監督作品

### 映画
- 『N.』(1999年零映画祭3位入賞)
- 『東京タワー』(2000年シネマ下北沢・2週間公開)
- 『ネゴシくん』(2003年ロフトプラスワン映画祭特別招待作品)
- 『東京花火』(2005年ゆうばり国際ファンタスティック映画祭正式招待作品・ ショートショートフィルムフェスティバル日本人監督奨励部門NEO JAPAN入選・ 2013年DVD発売)
- 『女神戦隊Ｖレンジャー』(2006年ZENピクチャーズよりDVD発売)
- 『サヨナラの名場面』(2007年たかだ書房よりDVD発売)
- 『記憶という名のバスと真冬のリディム』(2009年シネマート六本木・3週間公開／名古屋シネマテーク・2週間公開)(ドイツハンブルク日本映画祭正式招待作品)
- 『あっちゃん』ニューロティカ結成30周年記念ドキュメンタリー映画(2015年全国劇場公開・2016年DVD発売)ゆふいん記録映画祭正式招待作品・京まち音楽映画祭映画祭正式招待作品・湖畔の映画祭正式招待作品)
- 『などわ』（2018年シネマート新宿・2週間公開／2019年名古屋シネマテーク・1週間公開予定）

### ミュージックビデオ
- THE 3PEACE『新しい世界』
- THE 3PEACE『終わらない旅のはじまり』
- THE 3PEACE『きのうから今日そして明日へ』
- THE 3PEACE『星のない空の下で』
- アナーキー『パンクチュエーション』
- THE RYDERS『BURST ROCKET』(2000年)
- THE RYDERS『ONE FOR ALL』(2013年)
- THE RYDERS『Let It Go』
- KENZI＆THE TRIPS『ロックに未来を』
- KENZI＆THE TRIPS『人にやさしく』
- ロットングラフティー『暴イズDEAD』(2006年)
- THE STREET BEATS『約束の場所』
- HIGHWAY61『FREEDOM』
- ZEPPET STORE『NOTHING』
- ロリータ18号『スパーラー』(2012年)
- GELUGUGU／NEW ROTE`KA 『カスタネットを鳴らそうぜ！』(2002年)
- GELUGUGU『RAT FINK』(2006年)
- ニューロティカ『ライブハウスモンスター』(2009年)
- STOMPiN‘BIRD『Brandnew World』(2006年)
- CLUTCHO『TOMORROW～夢が終わるまで～』(2007年)
- CLUTCHO『春風』(2007年)
- 川上次郎『one』
- 30％LESSFAT『北関東』
- JUNIOR『若者たち』
- ダイダラボッチ『日本チャチャチャ』
- THE POWERNUDE『ROCKN’ROLL RIDE』
- UNDER17『恋のミルキーウェイ』
- LONESOME DOVE WOODROWS『ブラックバニー・ブルーズ』
- LONESOME DOVE WOODROWS『ウィンター・シャッフル』
- JOSY『Hooligan Babe』
- JOSY『VANITY』
- RIPPLE『再生ボタン』
- RIPPLE『フライング』
- Foos foods『RAINBOW STAR』
- Foos foods『Waiting for you!』
- タケバン『オモイヤリ』
- タケバン『心のロックンロール』
- タケバン『BOOGIE CHILD』
- イギリス人『西巣鴨３丁目の夕日』
- イギリス人『フェアリーテイル・オブ・巣鴨』
- イギリス人『やっちゃあいけないことなんてないんだぜ』
- イギリス人『などわ』(2017年)
- SMILE『SMILE×SMILE』
- GOOD BETTER BEST『俺は月見草』
- ギフト『溜め息ナイトショウ』
- SKAMODOKI『寿』
- PLINK？『秘密の世界』
- Rascal Radio『once』
- the Fish Bird『Future'sMelody』
- ARU『Anything』
- Flight Of Idea『セルフポートレイトを記憶の島で』
- DUBJUANA MIDNIGHT SYSTEM『BABYROCK NITE』
- 逆ＥＤＧＥ『ハムにまつわるエトセトラ』
- FREEDOM LIFE『AllDays』
- BUNNY THE PARTY『君の声』
- THE GLENViLLE『GoGo BeBop』
- somersault『MyYay』
- 山本勝昭『グリーン』
- EGNISH『SOULMATE』
- RAq『なう』
- ハマノヒロチカ(野狐禅)『最後の青春』
- 流田プロジェクト『勇気の翼』
- SUPER COLA『dandelion』
- MUTANT MONSTER『バラバラ』
- スキンヘッドロードランナー『TO BE FREE』
- アニマルズ『Y56』
- Maria『嘆きのメロディー』
- mimic『KISS ME BABY』
- TEDDY『アンブレラ』(2017年)
- はなわちえ『秋田荷方節』(2017年)
- 天使もえ『INNOCENT ANGEL』(2017年)
- ROLLY『Eejanaika』(2019年)
- BuddyTunden『あの夏の空』(2019年)

### DVD
- KENZI＆THE TRIPS『青春トリップス』(2004年)
- KENZI＆THE TRIPS『クソッたれナイト』(2004年)
- KENZI＆THE TRIPS『クソッたれナイト2』(2006年)
- スマロ子『スマロ子BABIES』(2004年)
- VA『DVDロック魂★ロック＆お笑い編』
- GELUGUGU『SIX SKA AMIGOS』(2005年)
- GELUGUGU『FANTASTIC SIX』(2005年)
- NEW ROTE'KA『21stDVD』
- STOMPiN'BIRD『TiME OF OUR LiVES』(2006年)
- HIGHWAY61『2007.02.27』(2007年)
- VA『Music People』
- FUNKY MONKEY BABYS『FC-DVD1』
- FUNKY MONKEY BABYS『FC-DVD2』
- FUNKY MONKEY BABYS『FC-DVD3』
- SHANK『LIVEatACB』
- THE STAR CLUB『BAND MEN』(2012年)
- THE STAR CLUB『HERE WE GO』(2013年)
- THE STAR CLUB『WARNING BELL』(2014年)
- THE STAR CLUB『生還者』(2015年)
- THE STAR CLUB『AND ROLL』(2016年)
- THE STAR CLUB『WE ARE THE STAR CLUB』(2017年)
- POTSHOT『EARLY YEARS3』(2013年)
- POTSHOT1997『LIVE at BAYHALL』
- MUTANT MONSTER『HANABI』(2014年)
- ラフィンノーズ vs THE STAR CLUB『王道』(2014年)
- VA『NEVER DIE PUNK ROCK SHOW』(2015年)
- クラック・ザ・マリアン『GROWING UP! 2016』(2016年)
- milktub『M25-TOKYO』(2017年)
- イギリス人『LOVE SONG BEST TOUR』(2017年)
- アトリエユンヌ『月の片想い』(2017年)
- アトリエユンヌ『月とちゃぶ台とお日さま』(2018年)
- 天龍プロジェクト『MIZUCHI』

### ビデオシネマ
- 『新任歯科助手発情クリニック』(2004年 監督)
- 『鬼畜学園』(2004年 監督)
- 『美少女探偵団RYU』(2005年 監督)
- 『美少女探偵団RYU2』(2005年 監督)

### テレビ番組
- 『レースクイーン・ファクトリー』エンタ371
- 『フレッシュアイドル』エンタ371
- 『アイドル独断と偏見研究所』エンタ371
- 『natural』SPACE SHOWER TV
- 『アニソンCLUB-N』BSフジ・TOKYO-MX

### CM
- 『園田学園女子大学』(2018年)
- 『KIRIN一番搾り×味の素ギョーザ』(2017年)
- 『KIRIN一番搾り×味の素若鶏から揚げ』(2017年)
- 『KIRIN一番搾り×味の素ザ・シュウマイ』(2017年)
- 『CASIO 電子ピアノ Privia770』(2017年)
- 『CASIO 電子ピアノ Privia870』(2017年)
- 『Panasonic ミニコテ～西内まりあ編～』
- 『センチュリー21』
- 『東京オリエンテーションズ』
- 『東京建物』
- 『タントラ』